# Pirenei
I Pirenei  sono una catena montuosa che forma il confine fra la Spagna e la Francia. Separano la Penisola iberica dalla Francia e si estendono per circa 430 km dal mar Cantabrico (golfo di Biscaglia) fino al mar Mediterraneo (cap de Creus). La vetta più alta dei Pirenei è il Picco d'Aneto (3.404 m s.l.m.), situato nel versante spagnolo.

## Etimologia

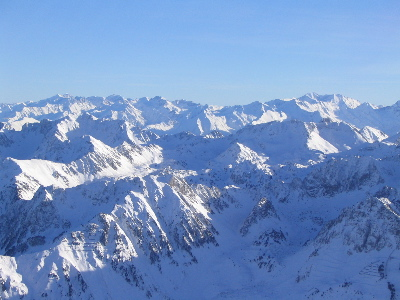
Pirenei centrali. Panorama dal Pic du Midi de Bigorre.

L'origine del toponimo non è certa, ma potrebbe derivare dal verbo greco peiro che significa infilzare, alludendo alle cime della catena montuosa che "infilzano" il cielo. Secondo un'altra teoria il nome deriverebbe dalla principessa Pirene che, rapita da Eracle, partorì due serpenti. Pirene, spaventata, scappò sui monti (identificati con i Pirenei) dove morì divorata dalle bestie selvatiche. Eracle, rattristato, darà a quei monti il nome della sua amata.

## Geografia

Cartina fisica

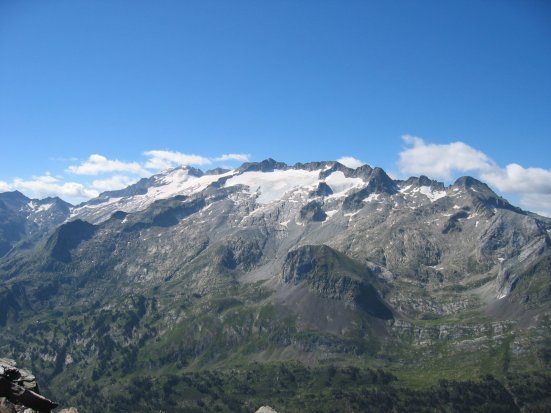
Picco d'Aneto

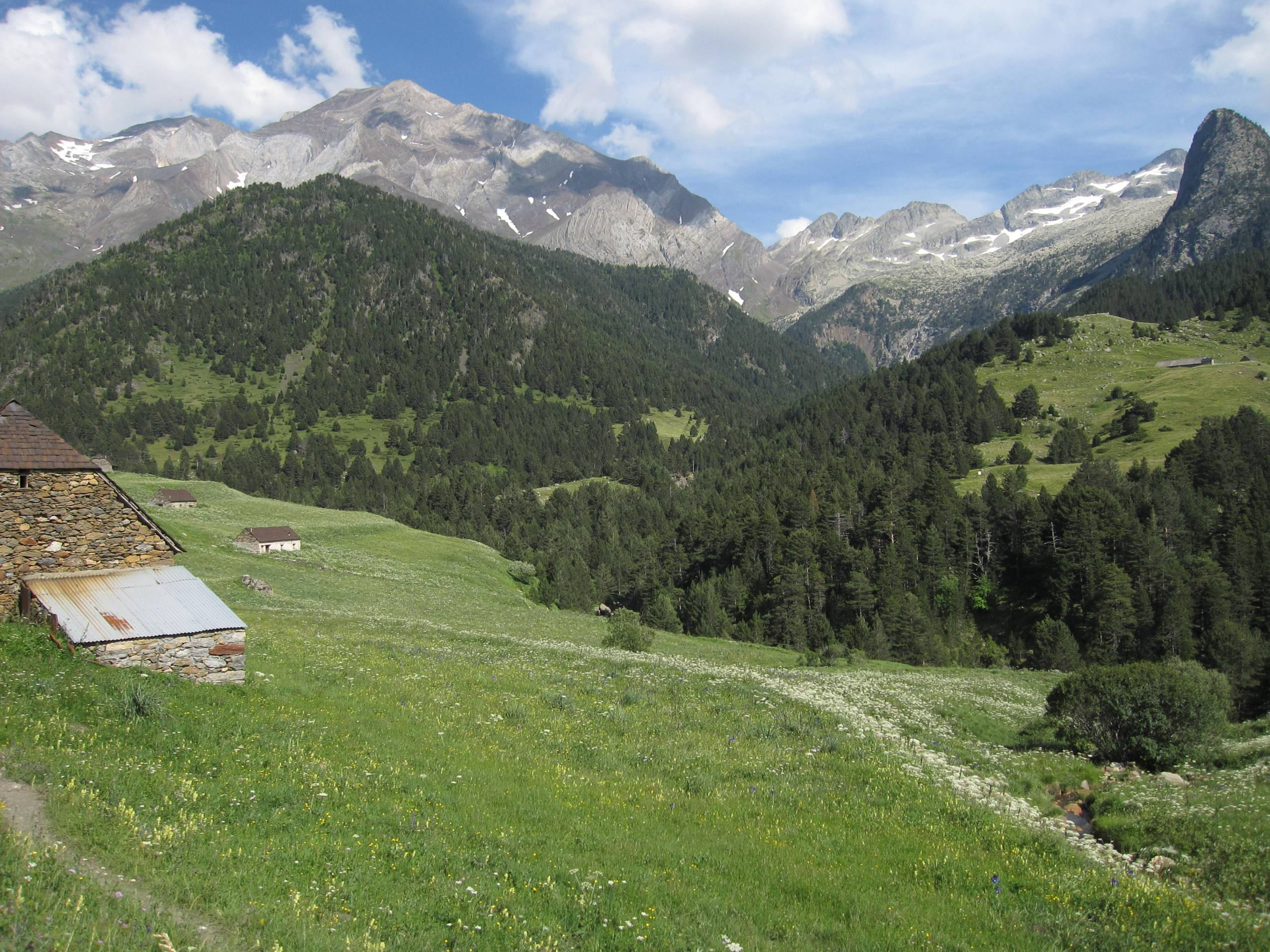
Monte Posets

I Pirenei in Francia fanno parte dei seguenti dipartimenti, da ovest a est: Pirenei Atlantici (Nuova Aquitania), Alti Pirenei, Alta Garonna e Ariège, Pirenei Orientali e Aude (Occitania).
I pirenei spagnoli sono compresi nelle comunità autonome di Catalogna, Aragona, e Navarra. Il piccolo Stato di Andorra è ubicato completamente all'interno della zona pirenaica.
I Pirenei sono suddivisi in senso longitudinale in tre sezioni:
- Pirenei occidentali o atlantici, dal golfo di Guascogna al Pic d'Anie;
- Pirenei centrali, dal Pic d'Anie al Colle del Puymorens;
- Pirenei orientali o catalani, dal Colle del Puymorens al golfo del Leone sul mar Mediterraneo.

I Pirenei centrali includono le cime più elevate della catena: 
- Picco d'Aneto o Pic de Néthou (3.404 m) nella cresta di Maladeta;
- Monte Posets (3.375 m);
- Monte Perdido o Mont Perdut (3.355 m).

I Pirenei atlantici sono meno elevati e le altezze diminuiscono gradualmente da est a ovest.
Nei Pirenei orientali, l'altezza media è abbastanza uniforme fino al declivio improvviso che si ha nella parte della catena nota come Monti Albères.

### Vette più alte
- Picco d'Aneto (3.404 m)
- Monte Posets (3.375 m)
- Monte Perdido (3.355 m)
- Pic Maudit (3.350 m)
- Cilindro di Marboré (3.328 m)
- Pic de la Maladeta (3.308 m)

Monte Perdido

Cilindro di Marboré

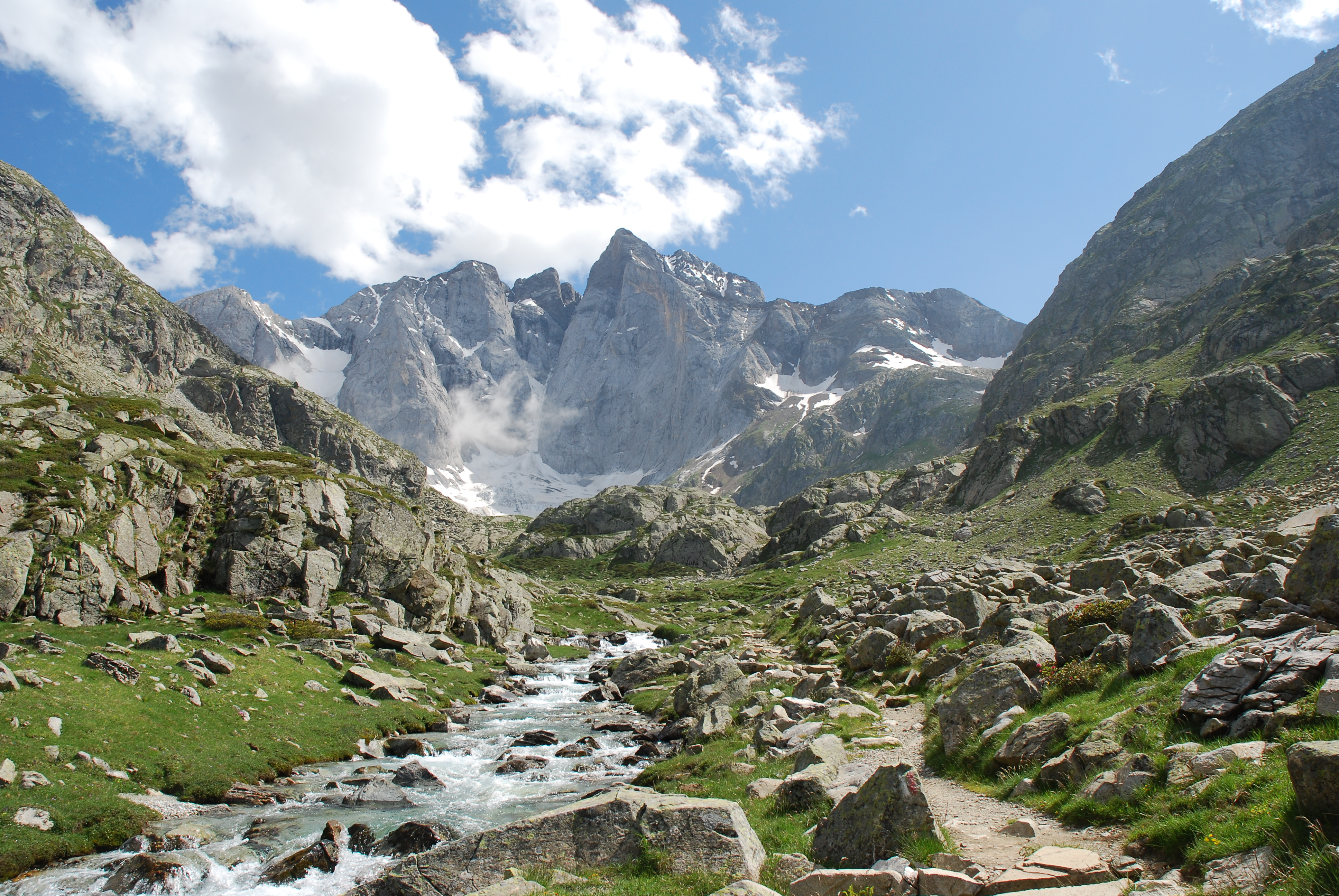
Vignemale

Soum de Ramond

- Vignemale (Pique Longue) (3.298 m)
- Clot de la Hount (3.289 m)
- Soum de Ramond (3.263 m)
- Pic du Marboré (3.248 m)
- Pic de Cerbillona (3.247 m)
- Pic de Perdiguère (3.222 m)
- Pic de Montferrat (3.220 m)
- Pic Long (3.192 m)
- Pic Schrader (Grand Batchimale) (3.177 m)
- Pic de Campbieil (3.173 m)
- Pic de la cascade orientale (3.161 m)
- Pic Badet (3.160 m)
- Balaïtous (3,144 m)
- Pic du Taillon (3.144 m)
- Pica d'Estats (3.143 m)
- Punta del Sabre (3.136 m)
- Pic de la Munia (3.134 m)
- Pointe de Literole (3.132 m)
- Pic des Gourgs Blancs (3.129 m)
- Pic de Royo (3.121 m)
- Pic des Crabioules (3.116 m)
- Pic de Maupas (3.109 m)
- Pic Lézat (3.107 m)
- Pic de la cascade occidental (3.095 m)
- Pic de Néouvielle (3.091 m)
- Pic de Troumouse (3.085 m)
- Pics d'Enfer (3.082 m)
- Pic de Montcalm (3.077 m)
- Grand pic d'Astazou (3.077 m)
- Épaule du Marboré (3.073 m)
- Pic du port de Sullo (3.072 m)
- Pic des Spijeoles (3.066 m)
- Pic de Quayrat (3.060 m)
- Pic des Trois Conseillers (3.039 m)
- Turon de Néouvielle (3.035 m)
- Pic de Batoua (3.034 m)
- Petit Vignemale (3.032 m)
- Pic de Besiberri Sud (3.017 m)
- Pic Ramougn (3.011 m)
- Tour du Marboré (3.009 m)
- Casque du Marboré (3.006 m)
- Grande Fache (3.005 m)

### Altre vette importanti
- Pic de Palas (2.974 m)
- Pic de Comapedrosa (2.942 m) - monte più alto di Andorra
- Pic Carlit (2.921 m)
- Puigmal (2.913 m)
- Collarada (2.886 m)
- Pic du Midi d'Ossau (2.885 m)
- Pic du Midi de Bigorre (2.876 m)
- Mont Valier (2.838 m)
- Petit Pic du Midi d'Ossau (2.812 m)
- Pic du Canigou (2.786 m)
- Pic d'Anie (2.504 m)
- Pic de Madrès (2.469 m)
- Grande Aiguille d'Ansabère (2.376 m)
- Pic du Soularac (2.368 m)
- Pic du Saint Barthélémy (2.348 m)
- Pic des Trois Seigneurs (2.199 m)
- Pic d'Orhy (2.017 m)
- Pic de Pedraforca (2.498 m)
- Pic du Jer (951 m)
- La Rhune (905 m)

## Geologia
I sedimenti che compongono i Pirenei furono inizialmente depositati in bacini litoranei durante le ere paleozoica e mesozoica. Nel periodo cretaceo inferiore, il fondale marino sotto il Golfo di Biscaglia si è alzato spingendo la Spagna contro la Francia e ponendo gli strati di sedimento in una sorta di stretta. La pressione e il sollevamento della crosta terrestre in primo luogo hanno interessato la parte orientale e hanno influenzato progressivamente l'intera catena, con un culmine nell'eocene. La parte orientale dei Pirenei è costituita in gran parte da granito e da rocce di gneiss, mentre nella parte occidentale le cime composte da granito sono fiancheggiate da strati di calcare. L'aspetto voluminoso e "nuovo" della catena viene dalla relativa abbondanza di granito, che è particolarmente resistente all'erosione, così come un'evoluzione glaciale scarsa.

## Ambiente

### Flora
Le foreste dei Pirenei sono caratterizzate da una zonazione altitudinale altamente diversificata, che si fa più evidente nel settore spagnolo meridionale. Nel fondo dei canyon, su terreni calcarei o dolomitici, si sviluppa una vegetazione di tipo mediterraneo, dove prevalgono specie sempreverdi (soprattutto Quercus ilex) e decidue (Q. faginea, Q. pubescens, Tilia platyphyllos, Acer opalus). Querce da sughero (Quercus suber) e pini domestici (Pinus pinea) formano boschetti consistenti sui substrati silicei dell'estremità orientale della catena, in prossimità del mar Mediterraneo. Le zone di media altitudine sono caratterizzate da foreste miste decidue (Quercus petraea, Q. pubescens e Fagus sylvatica, soprattutto ad ovest) e foreste di pino silvestre (Pinus sylvestris) e di pino nero (P. nigra). Boscaglie relitte di ginepro (Juniperus thurifera), presenti in numerose aree della Spagna centrale e del Nordafrica, compaiono in poche aree dei Pirenei settentrionali. Le foreste di alta montagna sono costituite soprattutto da boschetti misti di faggio (Fagus sylvatica) e abete bianco (Abies alba); il pino uncinato (Pinus uncinata) compare soprattutto nelle regioni interne caratterizzate da un clima più continentale. I prati alpini che si trovano al di sopra della linea degli alberi ospitano molte specie endemiche e relitte.

### Fauna

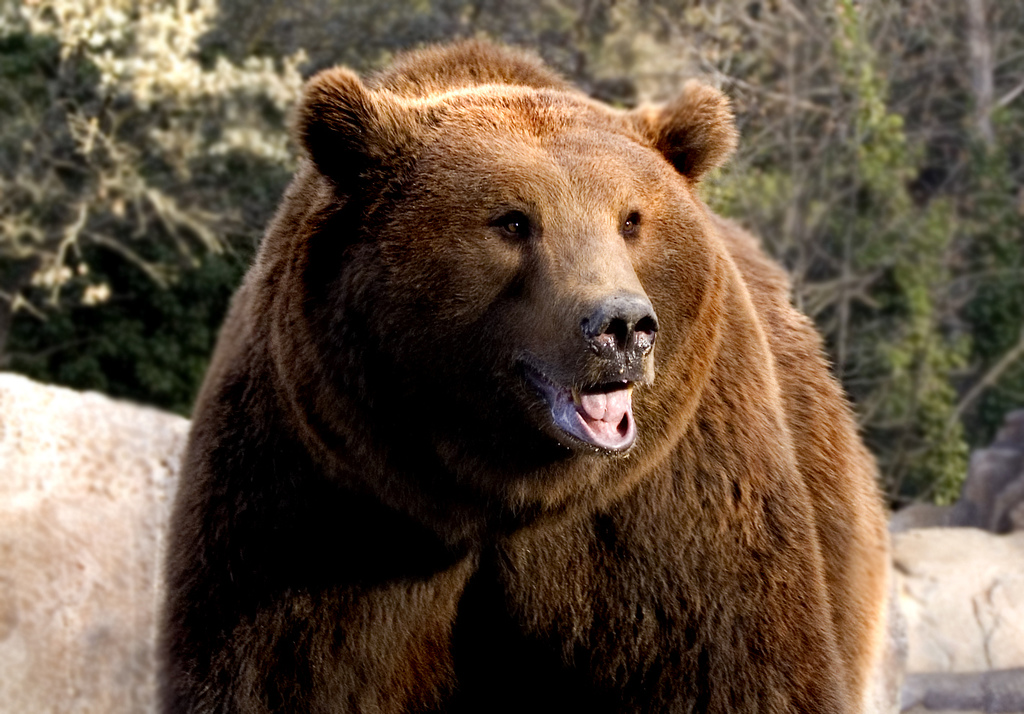
Un orso nello zoo di Madrid

I Pirenei rappresentano un luogo unico per l'osservazione di varie specie animali a causa del territorio aspro e selvaggio, che finora ha impedito un'alta densità umana. Tra le circa 200 specie animali che sopravvivono in montagna, spicca la presenza dell'orso bruno (Ursus arctos arctos). A causa della caccia eccessiva ne restavano una quindicina negli anni '80 del secolo scorso e solamente cinque a metà degli anni '90. Il governo francese intraprese un programma per restaurare una popolazione abbastanza numerosa, introducendo nei Pirenei una decina di orsi di origine slovena. Nel 2019, se ne contavano una cinquantina di esemplari.
Naturalmente oggi non mancano le proteste da parte di agricoltori e pastori sia francesi che spagnoli, per i danni che sono costretti a subire.
Altra specie emblematica dei Pirenei è il camoscio (Rupicapra pyrenaica pyrenaica), che è passato dall'essere sull'orlo dell'estinzione all'inizio del XIX secolo, agli attuali 45.000 esemplari. Non altrettanta fortuna ha avuto lo stambecco pirenaico, il quale nonostante gli sforzi di conservazione, si è estinto nell'anno 2000. Però, nel 2014 sono stati reintrodotti, sul versante francese, i primi esemplari di stambecchi di Gredos, provenienti dal Parco nazionale della Sierra de Guadarrama. Nel 2019, circa 160 stambecchi vivevano nei Pirenei suddivisi in due principali colonie. Nei boschi, a quote inferiori, sono diffusi cervi e caprioli, così come l'onnipresente cinghiale. Nei Pirenei orientali, si trovano anche daini e mufloni, introdotti nella metà del secolo scorso, per scopi venatori.

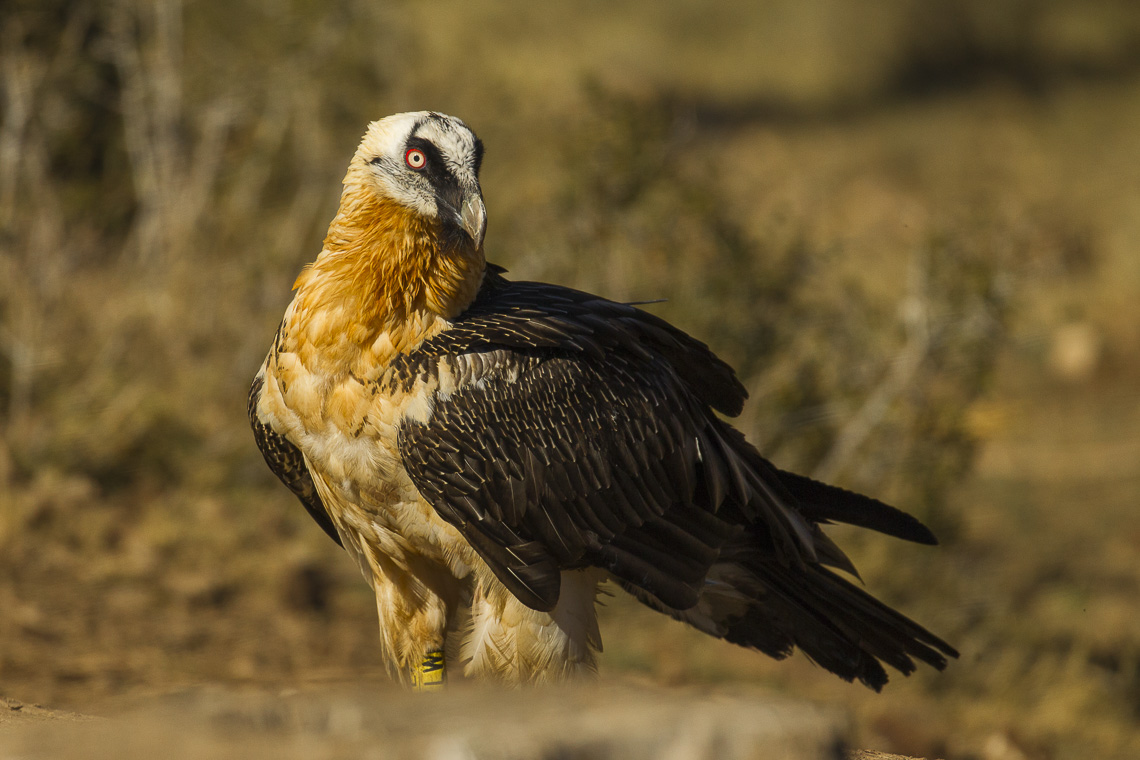
Avvoltoio gipeto

Tra la fauna minore, da evidenziare la presenza della genetta e del desman dei Pirenei.
Da segnalare la marmotta alpina introdotta dal 1948, nel versante francese. Oggi vive numerosa su tutte le praterie in quota. Tra i predatori si annovera la lince europea in pochissimi esemplari. All'inizio del secolo, si è assistito al "ritorno" del lupo nei Pirenei orientali, prima sul versante francese e poi su quello spagnolo. Accertamenti genetici hanno confermato che si tratta di individui della sottospecie italiana (Canis lupus italicus), provenienti dalla Francia meridionale.
Numerose sono le specie di uccelli, ma particolare importanza hanno gli uccelli rapaci. Tra questi il gipeto, estinto in quasi tutta l'Europa, è nei Pirenei che ha trovato il suo ultimo rifugio: da qui sono venuti gli esemplari reintrodotti sulle Alpi. Altri necrofagi presenti sono l'avvoltoio grifone, l'avvoltoio monaco e il capovaccaio.
Il grande predatore dei cieli pirenaici è l'aquila reale seguita da altri accipitridi come il nibbio reale, il falco pellegrino, il gheppio, ecc. Tra gli uccelli tipici della montagna bisogna segnalare l'urogallo dei Pirenei (Tetrao urogallus aquitanicus) e la pernice bianca (Lagopus muta pirenaicus). I Pirenei contano un'abbondante popolazione di rettili e anfibi, tra questi la vipera, il colubro lacertino (Malpolon monspessulanus), la natrice viperina (Natrix maura), il colubro liscio (Coronella austriaca), il tritone dei Pirenei (Calotriton asper), la salamandra e la rana alpina (Rana temporaria).

### Parchi nazionali e aree protette

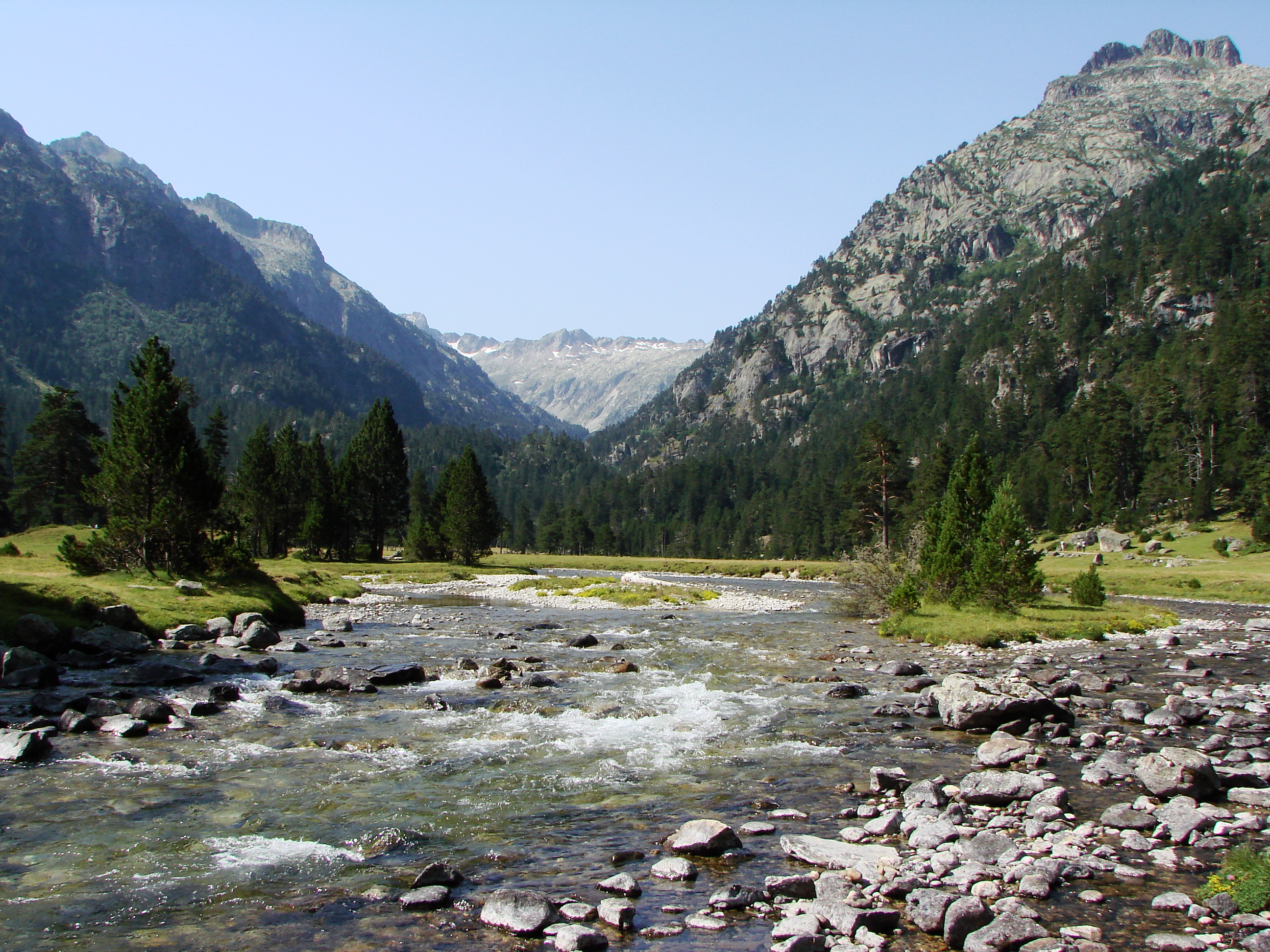
Parco nazionale dei Pirenei

I principali Parchi e Aree protette dei Pirenei sono:
- Parco nazionale dei Pirenei (Francia)
- Parco nazionale di Ordesa e del Monte Perdido (Spagna)
- Parco nazionale di Aigüestortes i Estany de Sant Maurici (Spagna)
- Parco naturale regionale dei Pirenei dell'Ariège[6], istituito nel 2009
- Parco naturale regionale dei Pirenei catalani (Francia)

## Turismo

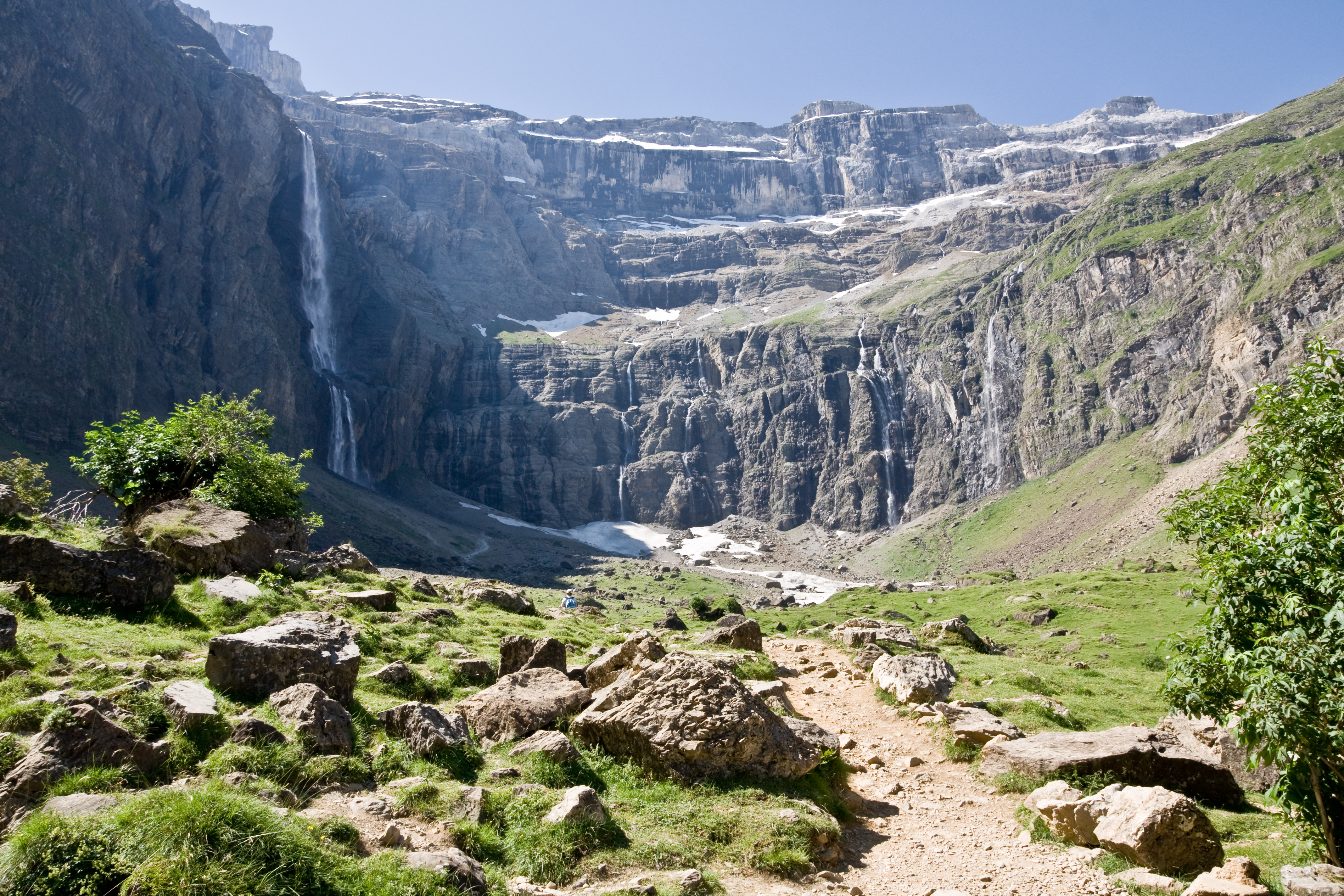
Il circo di Gavarnie

### Rifugi
Per favorire l'escursionismo e la salita alle varie vette intorno alla catena dei Pirenei sorgono diversi rifugi:
- Rifugio Baysselance – 2.651 m s.l.m.
- Rifugio della Rencluse – 2.140 m
- Refuge de Tuquerouye – 2.666 m
- Rifugio di Vénasque – 2.239 m
- Rifugio dei Sarradets – 2587 m.